# Stari Banovci
Stari Banovci jsou vesnice v opštině Stara Pazova, na jihu srbské Vojvodiny. V roce 2011 zde žilo 5 954 obyvatel.

## Historie
Na území vesnice se ve starověku nacházela římská pevnost Burgene. První zmínka o vesnici Banovci pochází z 16. století. Je však možné, že existovala již dříve. Na tomto území se nacházeli další dvě vesnice, Darinovci a Tusa. Obě byli však později přesídleny.
Podle osmanského censu z let 1566/7, byli obyvatelé převážně Srbové. V roce 1734, se ve vesnici nacházelo 53 domů. O 22 let později již 211 domů.
Během nacistické okupace během 2. světové války, bylo 158 vesničanů zavražděno, 52 lidí bylo posláno do koncentračního tábora Sajmiště, ze 104 obyvatel se stali váleční zajatci a 38 lidí bylo posláno k nuceným pracím.